# Ramona (vals)
"Ramona" är en så kallad "modern vals". Den är komponerad av den amerikanska lärarinnan Mabel Wayne, med engelsk text av L. Wolfe Gilbert.
Sången skrevs till filmen Ramona 1928.